# James Clark Bunten
James Clark Bunten (Glasgow, 28 de março de 1875 — 3 de junho de 1935) foi um velejador britânico, campeão olímpico. Ele competiu nos Jogos Olímpicos de Verão de 1908 na classe 12 Metre e conquistou a medalha de ouro na disputa a bordo do Hera com Thomas Glen-Coats, John Downes, John Aspin, John Buchanan, Arthur Downes, David Dunlop, John Mackenzie, Albert Martin e Gerald Tait. Ele também exercia a profissão de engenheiro mecânico.